# ユウキ (テレビドラマ)
『ユウキ』は、2006年8月26日の21:15 - 23:15に『24時間テレビ29「愛は地球を救う」絆〜今、私たちにできること〜』 （日本テレビ系）内で放送された亀梨和也主演のスペシャルドラマ。視聴率約23%、最高瞬間視聴率約28%。

## あらすじ
ワーキングホリデーを利用しオーストラリアを旅行していた青年・ユウキ。ユウキはパースの安宿で知り合った仲間と共にワイナリーでのアルバイトに汗を流し、休日にはバーベキューやピクニックを楽しむなど友情を深め、青春を謳歌していた。
そんなある日、彼は身体に異変を感じ現地の医療機関を受診。その結果、日本への緊急帰国と精密検査を勧められる。帰国後1ヶ月にも及ぶ検査の結果、彼は希少難病(恐らくゴーハム病)に侵されている事がわかった。ワーキングホリデー中、共に汗を流し、夢や悩みを打ち明けあった仲間たちは、次々とユウキの病室を見舞い励ます。
仲間たちから力をもらったユウキは、23時間に及ぶ大手術の後、なんとフルマラソンに挑戦し、見事5時間を切るタイムで完走する。仲間たちは、重病を患ったにも拘わらず、元気で前向きなユウキに勇気づけられる。
その後、また大手術が行われようとするのを聞き、仲間たちは、ユウキを元気づけるために、『元気ピームパネル』を作り渡したのだが、また逆に元気づけられてしまった。そして大手術後、ユウキの世界から光が消えた。しかし、そんな中でもユウキは仲間たちを元気付けていくが、とうとう「今の俺ってさ、生きているだけでせいいっぱい」と弱音を吐いてしまう。仲間たちはそれぞれの道を歩き始めたがユウキの病気は悪くなる一方だった。やがてユウキは病魔に力尽き、23歳の若さで亡くなってしまう。その後、ヨシエはユウキの一言を思い出した。
「1年の価値を理解するには、落第した大学生に話を聞くといいでしょう。1か月の価値を理解するには未熟児を生んだ母親に話を聞くといいでしょう。1週間の価値を理解するには、週刊新聞の編集者に話を聞くといいでしょう。1時間の価値を理解するには、待ち合わせをしている恋人たちに話を聞くといいでしょう。1分の価値を理解するには、電車をちょうど乗り過ごした人に話を聞くといいでしょう。1秒の価値を理解するには、たった今、事故を避けられた人に話を聞くといいでしょう。10分の1秒の価値を理解するには、オリンピックで銀メダルに終わってしまった人に話を聞くといいでしょう。時計の針は、走り続けています。だからあなたの持っている一瞬一瞬を大切にしましょう。そして今日という日に最大限の贈り物をしましょう。」
仲間たちはユウキに一言「ありがとう」と言った。

## キャスト
ユウキ
演 - 亀梨和也（KAT-TUN）
三田雄基。世界でも過去に7例しかない頭蓋骨が溶けてしまう難病(恐らくゴーハム病)に侵される。常に仲間を大切に笑顔で病気に立ち向かう。
ヨシエ
演 - 優香
いつも仲間のことを大切に考える心優しい女性。皆に信頼されている。福岡在住。
ハマ
演 - 小栗旬
ユウキとの電話で諦めていたカメラマンになる夢を叶えるため、会社を辞めスタジオに就職した。
小栗はこのドラマの約1年後（2007年）に雑誌の取材の撮影で、篠部雅貴（ドラマでの小栗の役）にはじめて会った。
亀梨は2013年に雑誌の取材の撮影で、篠部雅貴にはじめて会った。
ミユキ
演 - 吹石一恵
森下
演 - 渡辺いっけい
ユウキの主治医。ユウキの病気を「大量骨溶解」と名付ける。冗談が嫌い。
ひろみ
演 - MEGUMI
ジュンジの妻。
米山先生
演 - 由紀さおり
ユウキの幼稚園の時の先生。
三田ひとみ
演 - 市毛良枝
ユウキの母。
三谷
演 - 内田朝陽
ミユキの夫。
カジタカ
演 - 石塚義之
ヒトミ
演 - くわばたりえ
シン
演 - 上地雄輔
ギャンブラー
演 - 山根和馬
ミホ
演 - 松田一沙
耕
演 - 小谷嘉一
三田高司
演 - 河西健司
ユウキの父。
タクシーの運転手
演 - テリー伊藤
ジュンジ
演 - 山口達也（当時TOKIO）

## スタッフ
- 原作：岸川悦子『ユウキ・世界で8番目のたたかいに勝った男の物語』（ポプラ社）
- プロデュース：櫨山裕子、内山雅博
- 脚本：水橋文美江、山岡真介
- 演出：吉野洋
- 音楽：菅野祐悟
- 音楽プロデュース：志田博英
- 劇中歌：勇気のうた（作詞：やなせたかし、作曲：藤家虹二）
- 「時間の価値」出典協力：フランクリン・コヴィー・ジャパン
- スタント：FCプラン
- 車輌：スーパードライバーズ
- 協力：映広
- 制作協力：オフィスクレッシェンド
- 製作著作：日本テレビ

| 日本テレビ系 24時間テレビスペシャルドラマ | 日本テレビ系 24時間テレビスペシャルドラマ | 日本テレビ系 24時間テレビスペシャルドラマ   |
| 前番組                                    | 番組名                                    | 次番組                                      |
| ----------------------------------------- | ----------------------------------------- | ------------------------------------------- |
| 小さな運転士 最後の夢                     | ユウキ                                    | 君がくれた夏 〜がんばれば、幸せになれるよ〜 |